# Teije
Teije (uitgesproken als Tije) is een rooms-katholieke Friese voornaam, die zoiets als geschenk van God, of ook wel van het volk betekent.
De naam Teije is een variant op de eveneens Friese naam Diede, maar wordt soms ook gebruikt als een verkorte versie van de naam Mattheus. Teije is buiten Friesland nooit een veelgebruikte naam geweest, en op enkele gevallen na (Teije Brandsma, correspondent voor De Telegraaf en Teije de Vos) zijn er binnen Nederland geen Teijes met een landelijke bekendheid. Er zijn diverse achternamen waarin Teije voorkomt, zoals Ten Teije en Teijema.
In het Oude Egypte bestond een koningin die tegenwoordig Teye of Teje genoemd wordt. Of zij echter daadwerkelijk zo heette is niet te achterhalen, daar klinkers in het Egyptisch niet werden opgeschreven.